# Berberis ×stenophylla
Berbéris à feuilles étroites, Épine-vinette à feuilles étroites
Espèce
Classification phylogénétique
Berberis ×stenophylla, le berbéris à feuilles étroites ou épine-vinette à feuilles étroites, est une espèce de plantes à fleurs de la famille des Berbéridacées. C'est un arbuste originaire d'Amérique du Sud et introduit ailleurs comme plante ornementale.

## Description
C'est un arbuste pouvant atteindre 3 m de haut aux très courtes épines trifurquées - 1 à 3 mm de long -.
Ses feuilles sont lancéolées, semi-persistantes, d'un vert soutenu, petites et très étroites : 1 à 3 cm de long pour 0,5 cm de large. Le feuillage vire un peu au pourpre en hiver. Ces feuilles sont à l'origine de l'épithète spécifique.
Il fleurit en fin de printemps (mai, juin). Ses fleurs, en petits bouquets fasciculés, sont jaunes à extérieur rouge-orangé.
Ses fruits sont de petites baies oblongues, bleu sombre et couvertes de pruine. Ils mûrissent en septembre.
Il est moyennement rustique et peut résister jusqu'à −15 °C au maximum.
Cette espèce compte 14 paires de chromosomes (comme les deux espèces dont elle est issue).

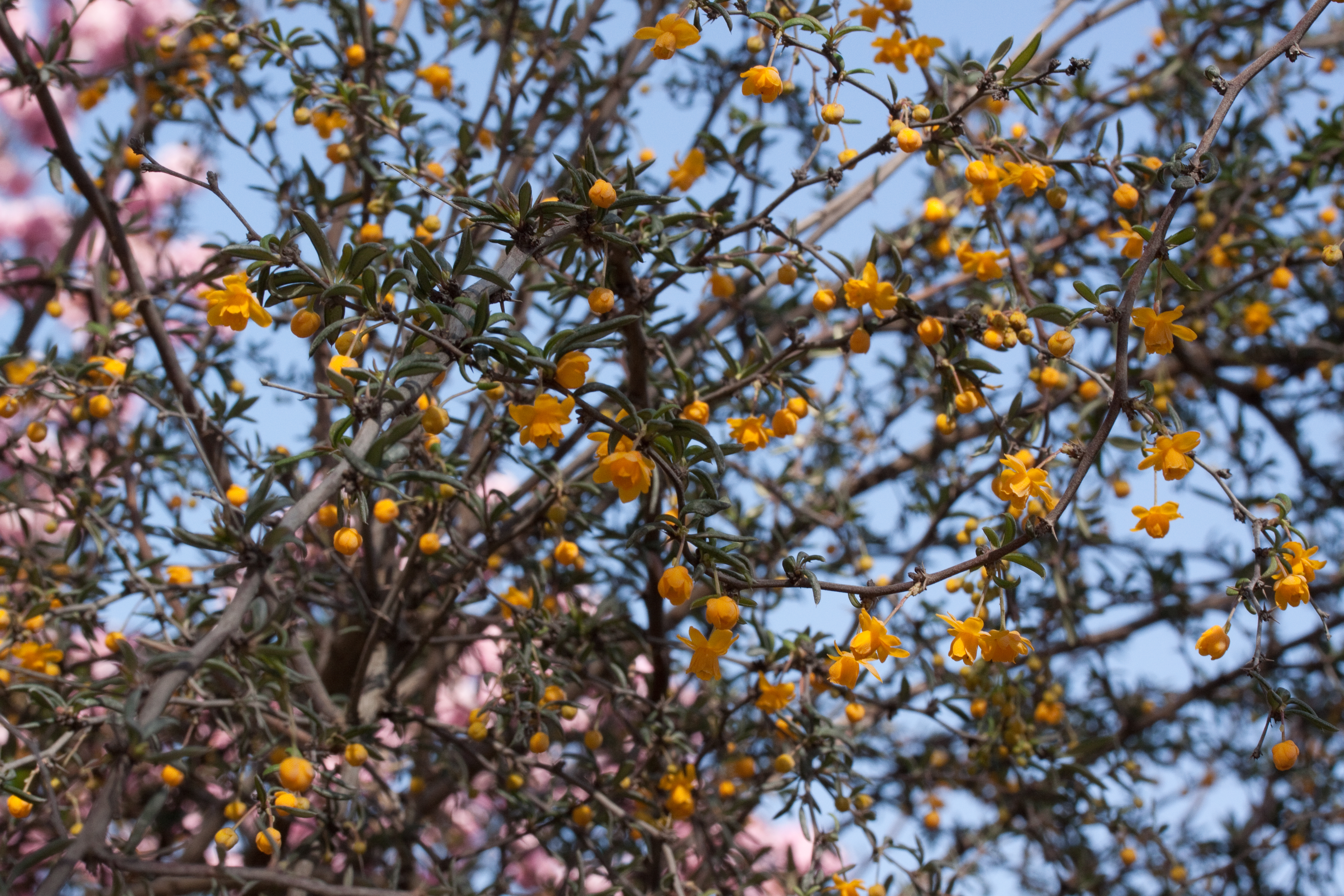
Floraison.
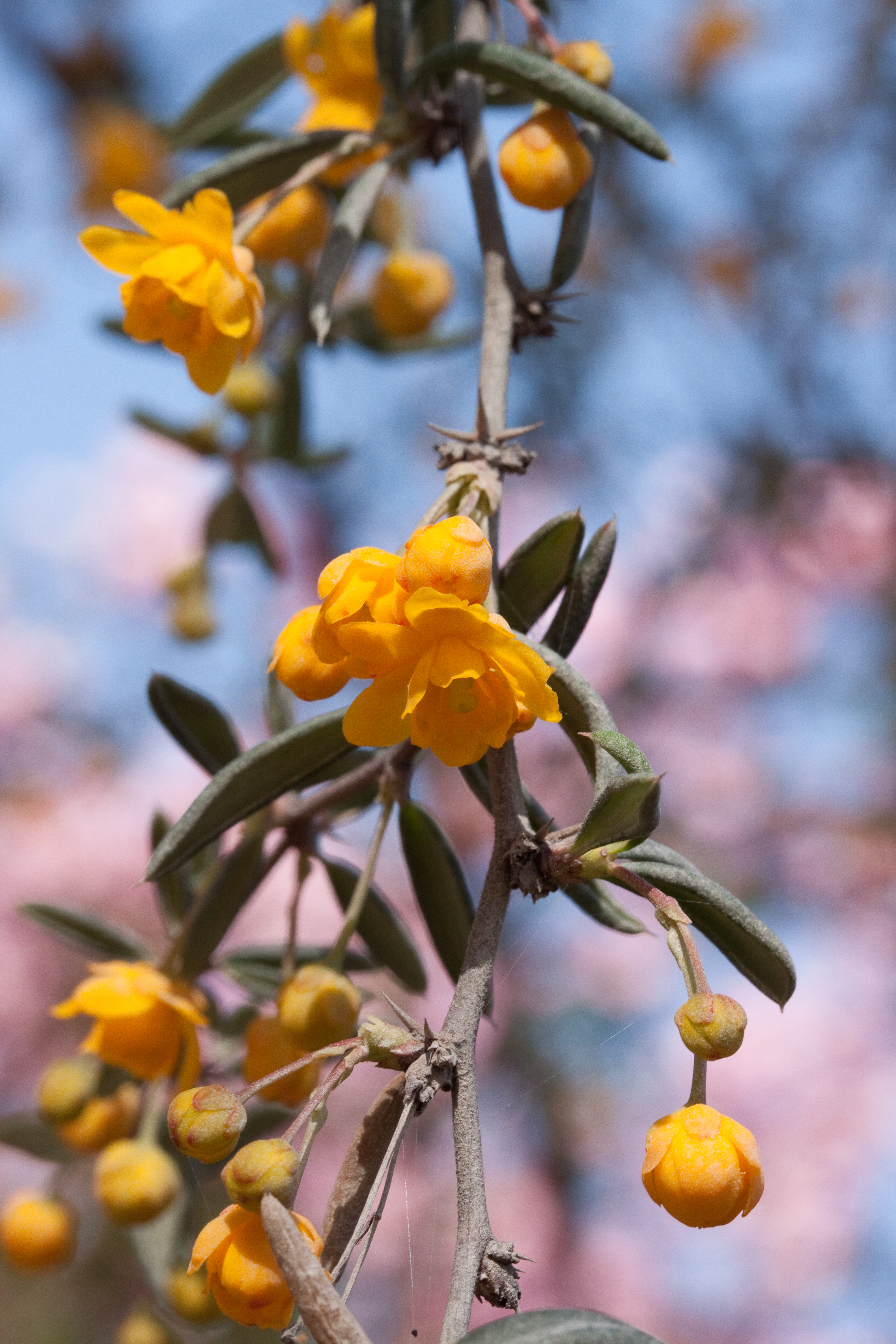
Fleurs.
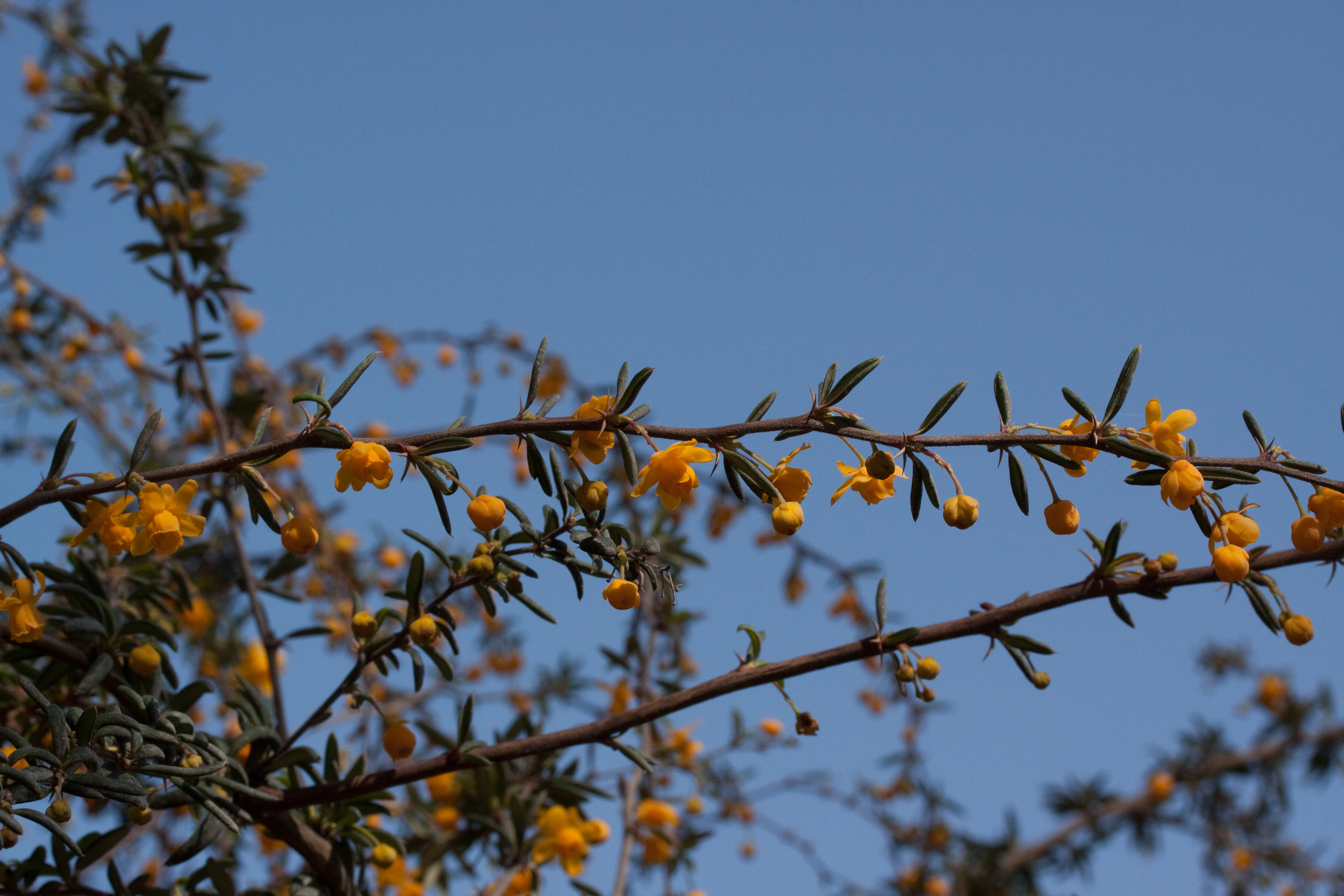
Fleurs.

## Taxonomie
Il s'agit d'un hybride, uniquement cultivé et ancienne obtention anglaise, issu de Berberis darwinii Hook. et de Berberis empetrifolia Lam., deux espèces sud-américaines (Chili et Argentine).
Il existe un homonyme (non hybride) : Berberis stenophylla Hance (1982) renommé Berberis soulieana C.K. Schneid.

## Distribution
Cette espèce est maintenant largement répandue dans l'ensemble des pays à climat tempéré.

## Utilisation
Son utilisation est purement ornementale et en plante de haies. De nombreuses variétés horticoles, souvent de tailles plus réduites, ont été obtenues et dont les plus connues sont les suivantes :
- Berberis × stenophylla 'Corallina'
- Berberis × stenophylla 'Corallina compacta'
- Berberis × stenophylla 'Reflexa'